# Afroleptomydas anthophilus
Afroleptomydas anthophilus är en tvåvingeart som beskrevs av Hesse 1969. Afroleptomydas anthophilus ingår i släktet Afroleptomydas och familjen Mydidae. Inga underarter finns listade i Catalogue of Life.